# Provincia Tissemsilt
Provincia Tissemsilt (în arabă ولاية تسمسيلت) este o unitate administrativă de gradul I (wilaya) a Algeriei. Reședința sa este orașul Tissemsilt.